# Любовний експерт (фільм, 1920)
Любовний експерт (англ. The Love Expert) — американська комедійна мелодрама режисера Девіда Керкленда 1920 року.

## Сюжет
Самозваний "експерт з кохання" намагається грати в амура з нерівними результатами.

## У ролях
| Актор                 | Роль             |
| --------------------- | ---------------- |
| Констанс Толмадж      | Бейбс            |
| Джон Холлідей         | Джим Вінтроп     |
| Арнольд Люсі          | містер Хардкастл |
| Наталі Толмадж        | Доркас Вінтроп   |
| Фанні Бурк            | Матільда Вінтроп |
| Неллі Паркер Сполдінг | тітка Корнелія   |
| Меріон Сітгрейв       | тітка Емілі      |
| Джеймс Споттсвуд      | містер Томпсон   |
| Девід Керкленд        | містер Смітерс   |
| Едвард Кепплер        | професор Блекер  |